# Plumtree
Plumtree je grad u Zimbabveu, u pokrajini Matabeleland South. Nalazi se na jugozapadu zemlje, na granici s Bocvanom. Željeznička pruga Bulawayo (Zimbabve) - Francistown (Bocvana) ovdje prelazi državnu granicu.
Plumtree na engleskome znači "stablo šljive".
Grad je 2002. imao 9.948 stanovnika.